# علاء عبد الغني
علاء عبد الغني لاعب كرة قدم مصري معتزل. اختتم حياته الرياضية بنادي الزمالك. وقد أظهر مهارة جيدة عندما انتقل لنادي الزمالك قادمًا من نادي المقاولون العرب مما جعله ينضم لتشكيلة المنتخب المصري.

## روابط خارجية
- علاء عبد الغني على موقع ناشيونال فوتبول تيمز (الإنجليزية)